# Peñón de Vélez de la Gomera
Peñón de Vélez de la Gomera (phát âm tiếng Tây Ban Nha: [peˈɲon de ˈβeleθ ðe la ɣoˈmeɾa]; Ngôn ngữ Berber: Badis; Tiếng Ả Rập: جزيرة غمارة jazīrat ghumara) là một hòn đảo đá và là lãnh thổ tách biệt của Tây Ban Nha, nằm ở phía tây của Biển Địa Trung Hải, nối liền với bờ Ma-rốc bằng một eo đất đầy cát. Nó cũng được kết nối với một hòn đảo nhỏ hơn ở phía đông, La Isleta, bởi một dải đất đá.
Vélez de la Gomera, cùng với La Isleta, là một thành phần Plaza de soberanía, một nhóm lãnh thổ hải ngoại do chính quyền trung ương Tây Ban Nha quản lý, có dân số chỉ bao gồm một số nhỏ quân nhân Tây Ban Nha.

## Địa lý
Peñón de Vélez de la Gômera tọa lạc tại vị trí 119 km (73,94 mi) về phía đông nam của Ceuta. Nó là một hòn đảo tự nhiên ở Biển Alboran cho đến năm 1934, khi một cơn giông bão lớn cuốn trôi một lượng lớn cát và lấp đầy trong kênh ngắn giữa đảo này và bờ lục địa Châu Phi, biến nó thành một doi cát nối đảo. Kể từ đó, nó đã là một bán đảo, hiện được nối với bờ biển Ma-rốc bằng eo đất cát dài 85 m (278,87 ft), đây là đoạn biên giới trên bộ ngắn nhất thế giới. Với chiều dài 400 m (1.312,34 ft) tây bắc-đông nam và chiều rộng lên đến 100 m (328,08 ft), nó có diện tích khoảng 19.000  m² hoặc 1,9  ha.

## Lịch sử

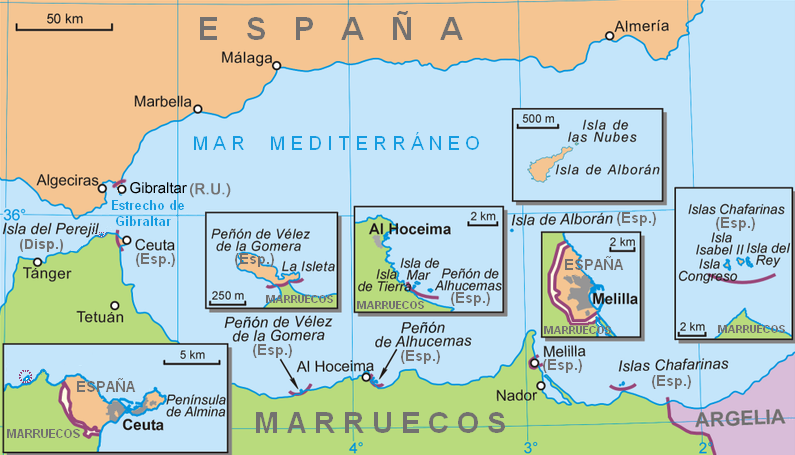
Lãnh thổ rời rạc của Tây Ban Nha ở Bắc Phi tính đến năm 2010

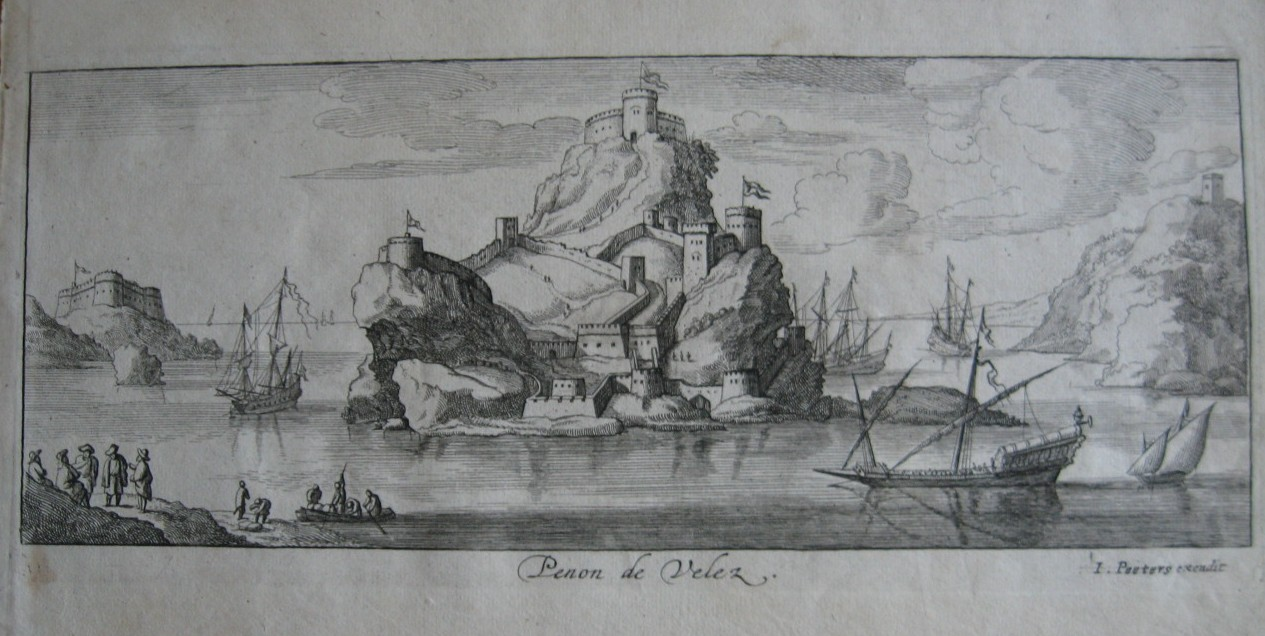
Bản khắc năm 1692 về Peñón de Vélez de laomera, bởi Lucas Vostermans ở Antwerp

Bồ Đào Nha và Tây Ban Nha đã thông qua một thỏa thuận vào năm 1496, trong đó họ thiết lập phân chia một cách hiệu quả vùng ảnh hưởng của họ trên bờ biển Bắc Phi: Tây Ban Nha chỉ có thể chiếm lãnh thổ phía đông Peñón de Vélez. Hạn chế này chỉ chấm dứt với sự hình thành Liên minh Iberia của Bồ Đào Nha và Tây Ban Nha dưới thời Felipe II từ sau Trận Ksar El Kebir năm 1578, khi mà Tây Ban Nha bắt đầu có những hoạt động trực tiếp ở Maroc, như trong việc chiếm đóng Larache.
Năm 1508, Tây Ban Nha mở một cuộc thám hiểm quân sự thành công dưới sự chỉ huy của Pedro Navarro để chiếm Peñón nằm gần Badis, bởi do những tên cướp biển liên tục tấn công và cướp phá bờ biển miền Nam Tây Ban Nha.
Năm 1522, Tây Ban Nha mất Peñón trước một cuộc tấn công của người Berber ở Maroc, dẫn đến cái chết của toàn bộ quân đồn trú Tây Ban Nha. Ali Abu Hassun, người cai trị mới của Vương quốc Fez vào năm 1554 đã trao Peñón cho quân đội Ottoman, lực lượng đã hỗ trợ ông giành được ngai vàng.
Năm 1564, sau một nỗ lực thất bại vào năm 1563, người Tây Ban Nha dưới sự chỉ huy của Hầu tước thứ 4 của Villafranca chiếm lại Peñón. Mathurin Romegas đã tham gia vào cuộc bắt giữ, và Seigneur de Brantôme là một nhân chứng khác cho sự kiện này. Tây Ban Nha đã giữ quyền kiểm soát lãnh thổ này kể từ đó, họ đã chịu đựng các cuộc bao vây vào các năm 1680, 1701, 1755, 1781 và 1790.
Năm 1871, Quốc hội Tây Ban Nha đã tranh luận về việc từ bỏ Peñón, vì vào thời điểm đó nó đã mất vai trò quân sự, nhưng cuối cùng đề xuất đã bị bãi bỏ.

## Chính quyền và hoạt động vận chuyển
Peñón de Vélez de laomera được quản lý trực tiếp từ Madrid.
Lãnh thổ được tiếp cận chủ yếu bằng máy bay trực thăng thông qua một sân bay trực thăng nằm ở các khu vực phía bên trên. Một khu vực hạ cánh nằm ở đầu phía nam gần lối vào đất liền của Peñón de Vélez de laomera.